# Bodhichitta

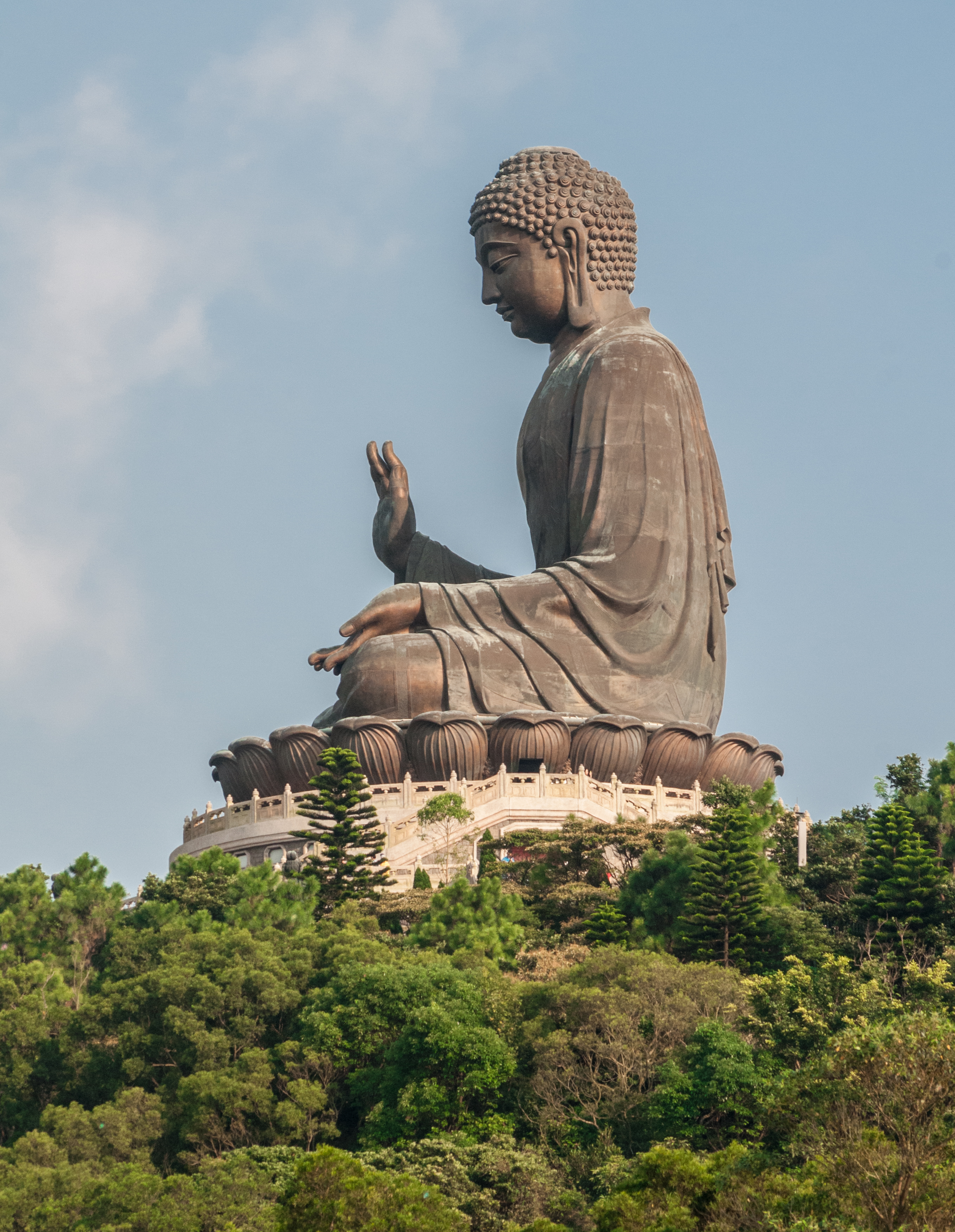
Buddha mit der Geste des Segnens und des Gebens

In der buddhistischen Lehre ist Bodhichitta (skt. बोधिचित्त IAST bodhicitta; chinesisch 菩提心, Pinyin pútí xīn; jap. 菩提心 bodaishin; tib. བྱང་ཆུབ་ཀྱི་སེམས་ Wylie byang chub kyi sems; ‚Erleuchtungsgeist‘) das Streben nach Erleuchtung (Bodhi). Bodhichitta ist dabei die selbstlose Entschlossenheit, das Ziel der Erleuchtung nicht aus Eigennutz, sondern zum Wohle aller Wesen zu erlangen.

## Etymologie
Das Wort Bodhichitta setzt sich aus den Wörtern Bodhi ‚Erwachen‘, ‚Erleuchtung‘ und Citta ‚Geist‘, ‚Emotion‘, ‚Gedanke‘ zusammen und wird daher als ‚Erleuchtungsgeist‘ oder ‚Geist der Erleuchtung‘ übersetzt.

## Einteilungen des Bodhichitta im Mahayana-Buddhismus
Bodhichitta wird vielfach gruppiert und unterschieden.
Bodhichitta besteht aus zwei Wünschen:
1. primär: anderen zu helfen,
2. sekundär: dazu volle Erleuchtung zu erlangen.

Gemäß der Aktivität wird er unterschieden in:
- wünschendes Bodhichitta: Der Wunsch nach Erleuchtung; Beispiel: Nach Indien reisen zu wollen, ohne es aktiv zu tun;
- aktives Bodhichitta: Praktizieren der Sechs Vollkommenheiten (Pāramitā) mit dem Ziel der Erleuchtung; Beispiel: Sich auf der Reise nach Indien zu befinden.

In Bezug auf seine Natur wird er unterschieden in:
- relatives Bodhichitta: ein Methodenaspekt des Mahayana. Die Einstellung, zum Nutzen aller Wesen Erleuchtung zu erlangen, um sie aus Samsara zu befreien;
- absolutes Bodhichitta: ein Weisheitsaspekt des Mahayana. Es bezeichnet die Verwirklichung von Leerheit (Sanskrit: shunyata), untrennbar vom allumfassenden Mitgefühl und jenseits dualistischer Vorstellungen.

Zudem gibt es eine 22-fache Unterteilung nach der Art und eine dreifache Unterteilung nach der Einstellung.
Der Mahayana-Buddhismus hat als Grundlage des Lehrens und der Praxis immer Bodhichitta. Bodhichitta wird als Essenz des Mahayana betont und gepriesen. Es heißt, dem Mahayana zugehörig ist jeder, der diese Einstellung hat, egal welcher Tradition oder Religion er oder sie folgt oder ob er ein Mensch, ein Tier oder ein anderes Lebewesen ist.
Im Vajrayana-Buddhismus ist Bodhichitta der wichtigste Motivationsfaktor für die Praxis. Es wird gesagt, dass eine Praxis vergebens ist, wenn sie sich nicht auf Bodhichitta begründet.